# Schelda Orientale

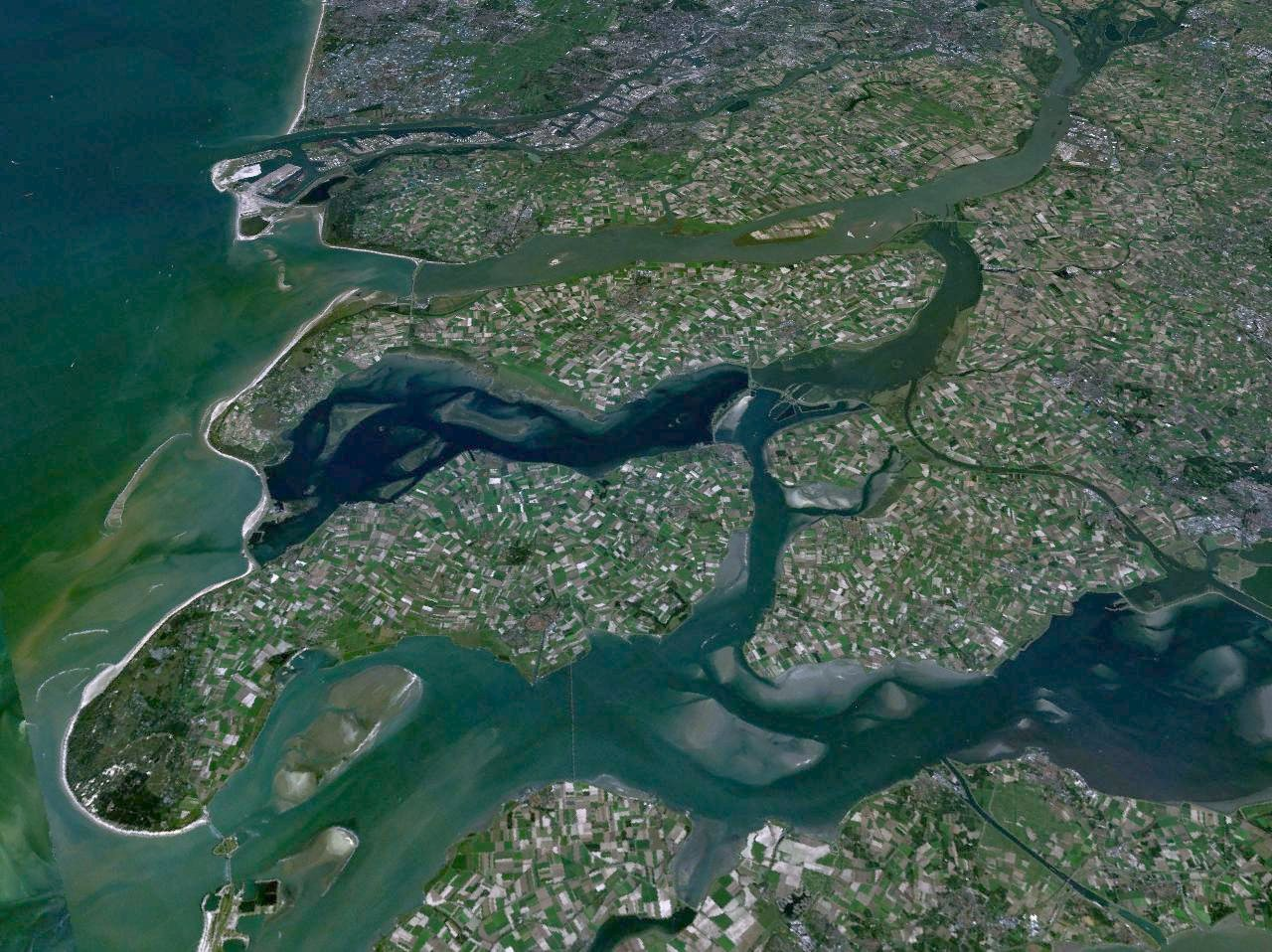
Immagine satellitare della Schelda orientale

La Schelda Orientale (in lingua olandese: Oosterschelde) è una baia del sud-ovest dei Paesi Bassi situata nella provincia della Zelanda e formatasi con lo sbarramento del tratto orientale dell'estuario sul Mare del Nord del fiume Schelda.
Dal 2002, l'area è posta sotto tutela come parco nazionale, il Nationaal Park Oosterschelde, che costituisce il più esteso parco nazionale dei Paesi Bassi.

## Geografia

### Collocazione
Sulla Schelda Orientale si affacciano le coste delle penisole di Schouwen, Duiveland e di Tholen, a nord, e di Noord-Beveland e di Zuid-Beveland, a sud.
La Schelda Orientale è separata dal Mare del Nord dalla Oosterscheldekering ("Diga della Schelda Orientale"), che unisce la penisola di Noord-Beveland alla penisola di Schouwen.
|  |

### Località che si affacciano sulla Schelda Orientale
- Goes
- Bruinisse[3]
- Ouwerkerk[3]
- Sint-Maartensdijk[3]
- Yerseke[3]
- Zierikzee[3]

## Fauna
Tra le specie che popolano la Schelda orientale, figura la phocoena phocoena.